# Champion (New York)
Champion è un comune degli Stati Uniti d'America, situato nello Stato di New York, nella contea di Jefferson.